# Ficus chartacea
Ficus chartacea är en mullbärsväxtart som först beskrevs av Nathaniel Wallich och Wilhelm Sulpiz Kurz, och fick sitt nu gällande namn av Nathaniel Wallich och George King. Ficus chartacea ingår i släktet fikonsläktet, och familjen mullbärsväxter. Inga underarter finns listade i Catalogue of Life.